# 눈먼 짐승
《눈먼 짐승》(일본어: 盲獣)은 1969년 개봉한 일본의 스릴러 영화이다. 마스무라 야스조가 감독을 맡았으며, 에도가와 란포의 동명 소설이 영화의 원작이다.